# Анжелика Аурора Рюмелин
Ангелика Аурора Рюмелин (на немски: Angelika Aurora Rümelin) е австрийска писателка, авторка на разкази, романи и мемоари. Пише и се представя под псевдонимите Ванда фон Захер-Мазох (на немски: Wanda von Sacher-Masoch) и Ванда фон Дунаев (на немски: Wanda von Dunajew).

## Биография и творчество
Ангелика Аурора Рюмелин е родена на 14 март 1845 г. в Грац, Австрия. Баща ѝ Вилхелм Румелин е военен, заема след армията разни държавни длъжности.
Става известна с брака си с известния австрийски писател Леополд Фон Захер-Мазох (1836-1895). Той е бил известен женкар и прелъстител, но след 26 писма между тях се влюбва в нея. След брака им на 12 октомври 1873 г. живеят във Виена, Брук ан дер Мур, Будапеща, Лайпциг и Париж. Отношенията им акцентират върху сексуалните игри тип „господар-роб“, в които Ангелика изпълнява ролята на „жестоката владетелка“. В тях те пресъздават описаното в романите му и особено в романа „Венера в кожи“ (1870), който прави Леополд много популярен писател.
От връзката си с Леополд Ангелика използва като псевдоним името Ванда, което е името на героинята от романа „Венера в кожи“. С помощта на съпруга ѝ през 1873 г. излиза и първият ѝ роман „Der Roman einer tugendhaften Frau“ („Романът на една непорочна жена“).
Развеждат се през 1887 г. след нейната афера с Арманд Сейт-Сер в Париж, с когото тя има връзка от 1882 г. Двамата с Арманд Сейт-Сер живеят в Париж и Лозана.
Ангелика Рюмелин става известна изключително с автобиографичния си роман „Живот с първия мазохист“ от 1906 г., в който описва своя живот и връзката си с Леополд фон Захер-Мазох. В него тя дава прочит на историята на писателя от собствената си гледна точка, като се обявява за жертва на живота му.
Ангелика Аурора Рюмелин умира в Швейцария около 1909 г.

## Произведения

### Самостоятелни романи
- Der Roman einer tugendhaften Frau (1873)
- Echter Hermelin (1979)
- Die Damen im Pelz (1882)
- Meine Lebensbeichte (1906)
Живот с първия мазохист, изд. „Кралица Маб“ (1992), прев. Емилия Гергова
- Masochismus und Masochisten (1908)